# Йорген Му
Йорген Енгебретсен Му (на норвежки: Jørgen Engebretsen Moe) е норвежки фолклорист и духовник.
Роден е на 22 април 1813 година в Хуле в семейството на фермер, който малко по-късно е избран за депутат. През 1845 година става преподавател по богословие в Норвежката военна академия, от 1853 година е свещеник, а от 1874 година – епископ на Кристиансан. Същевременно от ранна възраст започва да събира народни приказки, заедно със своя съученик и приятел Петер Кристен Асбьорнсен, които двамата издават в няколко сборника, най-известен сред които е „Норвежки народни приказки“ („Norske Folkeeventyr“, 1841 – 1843).
Йорген Му умира на 27 март 1882 година в Кристиансан.